# Planta Árida
Planta Árida (en inglés: Barren Ground) es un asentamiento en el extremo occidental de la isla Santa Elena y es parte del distrito de Cerro Azul, siendo su segundo lugar de importancia después del cercano Blue Hill Village. Es principalmente un área residencial, donde muchos de sus habitantes trabajan en otros sitios.

## Características
El asentamiento se encuentra en la parte superior de Swanley Valle y Valle de la Vieja, a unos 700 metros sobre el nivel del mar. El paisaje está dominado por Cerro Alto, al oeste y The Saddle al norte. A pesar del nombre, la zona es fértil, pero debido a la pendiente del terreno es en gran parte arbolado. El acceso por carretera es a través de Cerro Azul. El tiempo de viaje a Jamestown está a unos 30 minutos. Posee servicios como telefonía, internet, televisión y radio.